# آلبرت بروس متیوز
آلبرت بروس متیوز (انگلیسی: Bruce Matthews; ۱۲ اوت ۱۹۰۹ – ۱۲ سپتامبر ۱۹۹۱) فرد نظامی اهل کانادا بود. وی همچنین برندهٔ جوایزی همچون نشان امپراتوری بریتانیا شده‌است.